# Gare de Sanyo Akashi
La gare de Sanyō Akashi (山陽明石駅, San'yō Akashi-eki) est une gare ferroviaire localisée à Akashi, dans la préfecture de Hyōgo au Japon. La gare est exploitée par la compagnie Sanyo Electric Railway, sur la ligne principale Sanyo Electric Railway. Le numéro de la gare est SY 17.

## Situation ferroviaire
Établie à 9 mètres d'altitude, la gare de Sanyō Akashi est située au point kilométrique (PK) 15.7 de la ligne principale Sanyo Electric Railway.

## Histoire
C'est le 12 avril 1917 que la gare est inaugurée sous le nom d'Akashi eki mae. En 1943, la gare change de nom pour être appelée Dentetsu Akashi. C'est en 1991 que la gare prend son nom actuel.

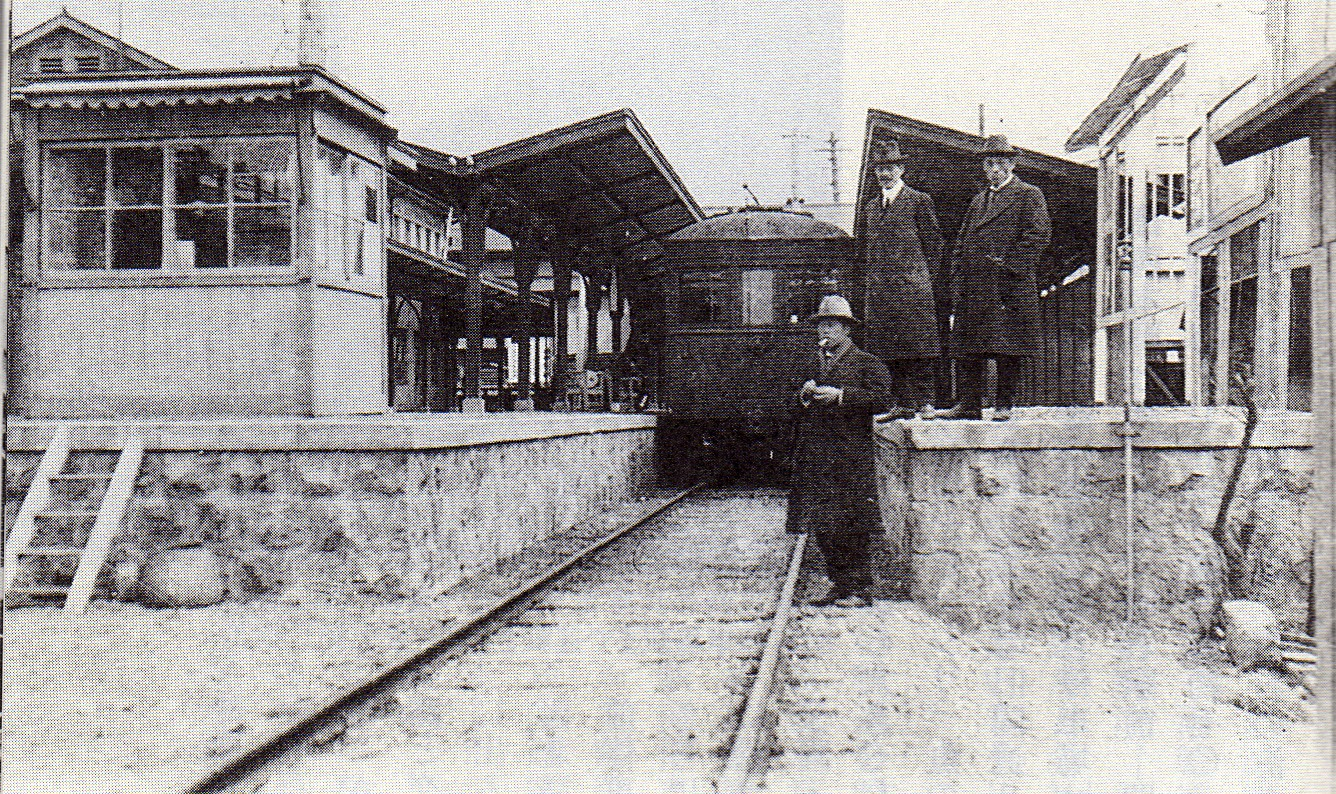
Gare de Sanyō Akashi en 1924.

En 2013, la fréquentation journalière de la gare était de  14 255 personnes.
| 2010   | 2011   | 2012   | 2013   |
| 14 329 | 14 214 | 14 140 | 14 255 |

## Service des voyageurs

### Accueil
La gare dispose de billetterie automatique de réservation.

### Desserte
La gare de Sanyō Akashi est une gare disposant de deux quais et de quatre voies.

Les voies 2 et 3 sont généralement utilisées par tous les types de trains.

Les voies 1 et 4 sont utilisées de temps en temps par les trains omnibus.
| N° de voie | Ligne | Direction       |
| ---------- | ----- | --------------- |
| 1・2       | Sanyō | Himeji - Aboshi |
| 3・4       | Sanyō | Kōbe - Ōsaka    |

Installations et desserte
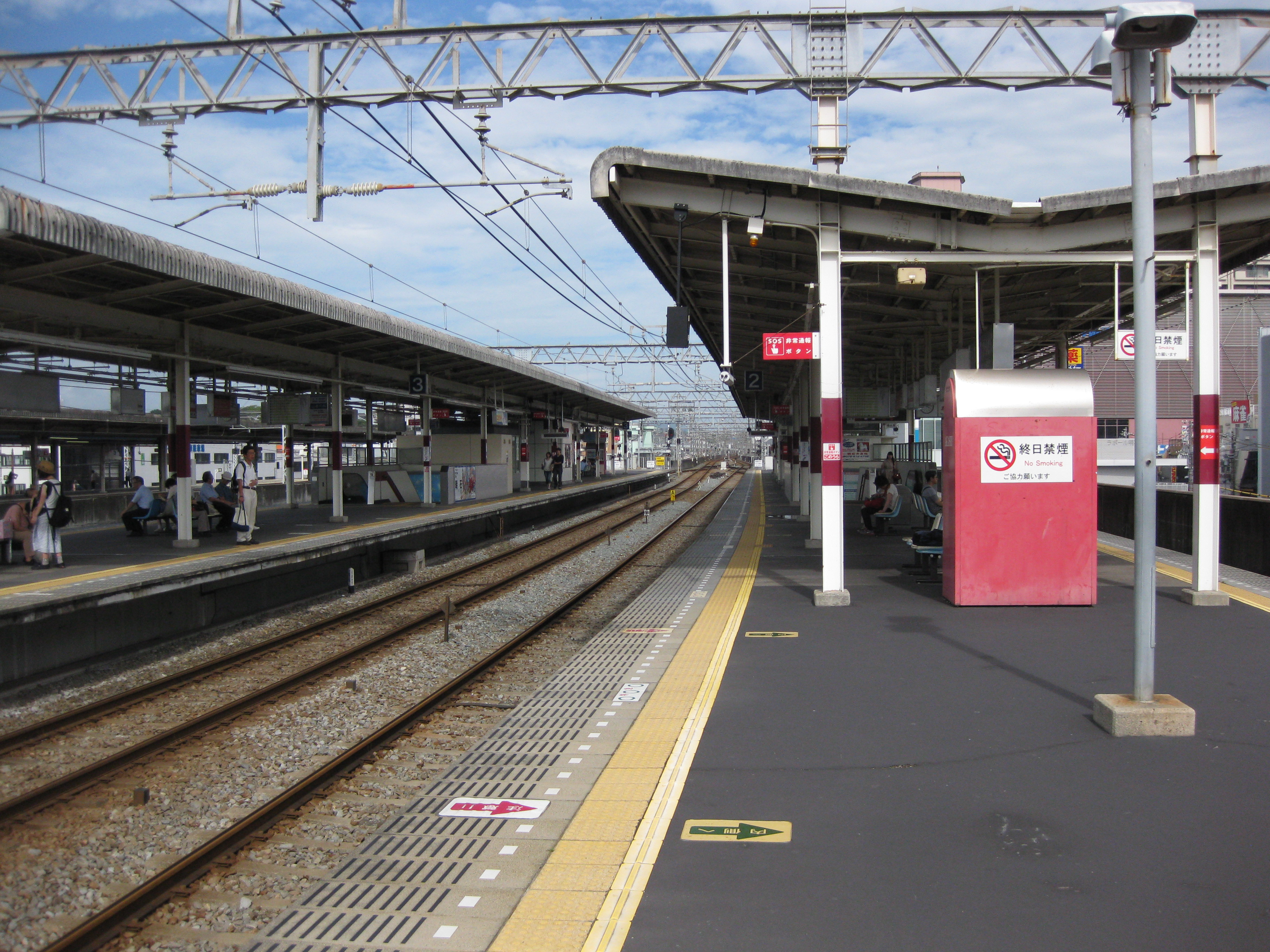
Voies et quais.
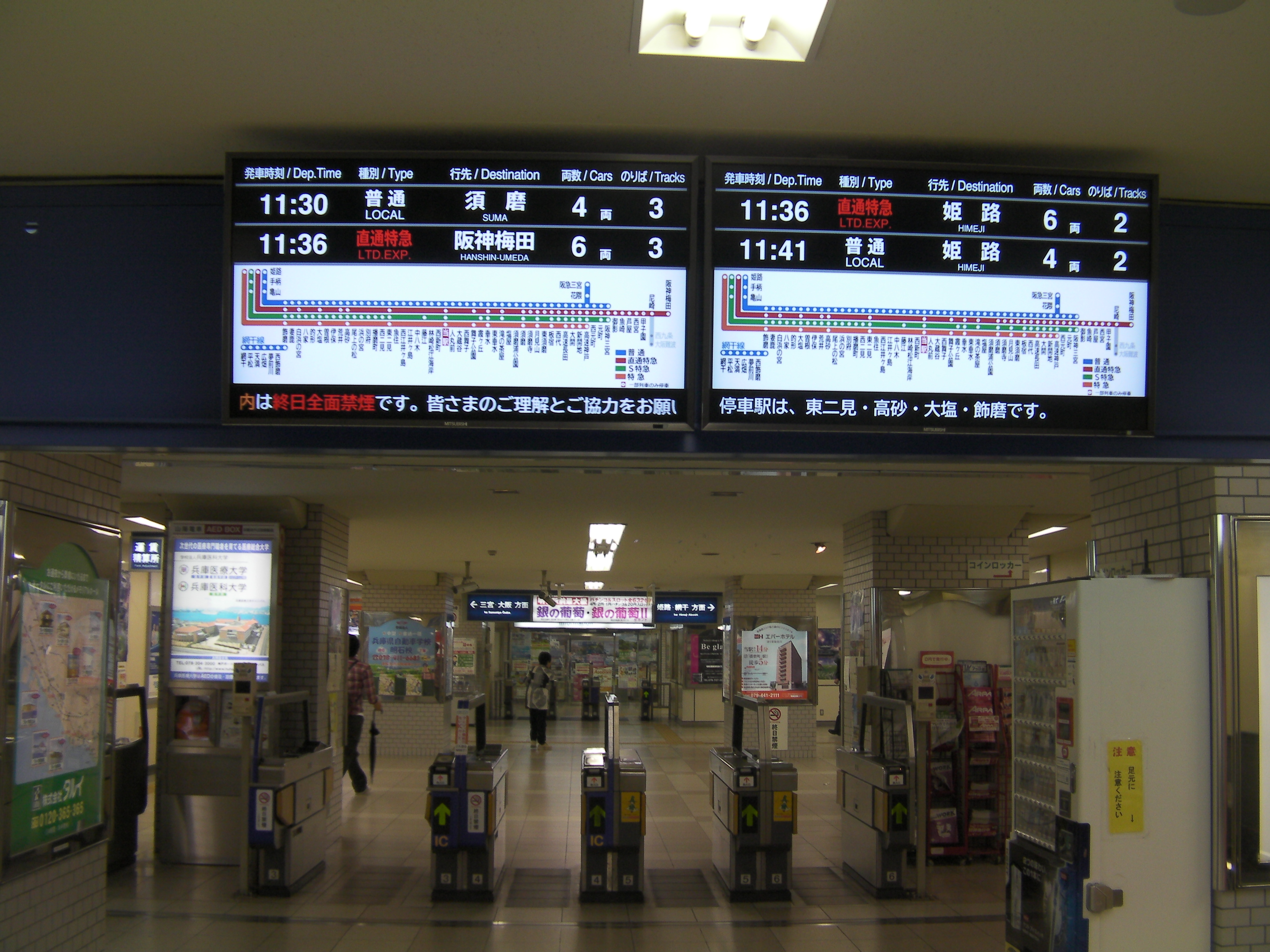
Portillons d'accès aux quais.
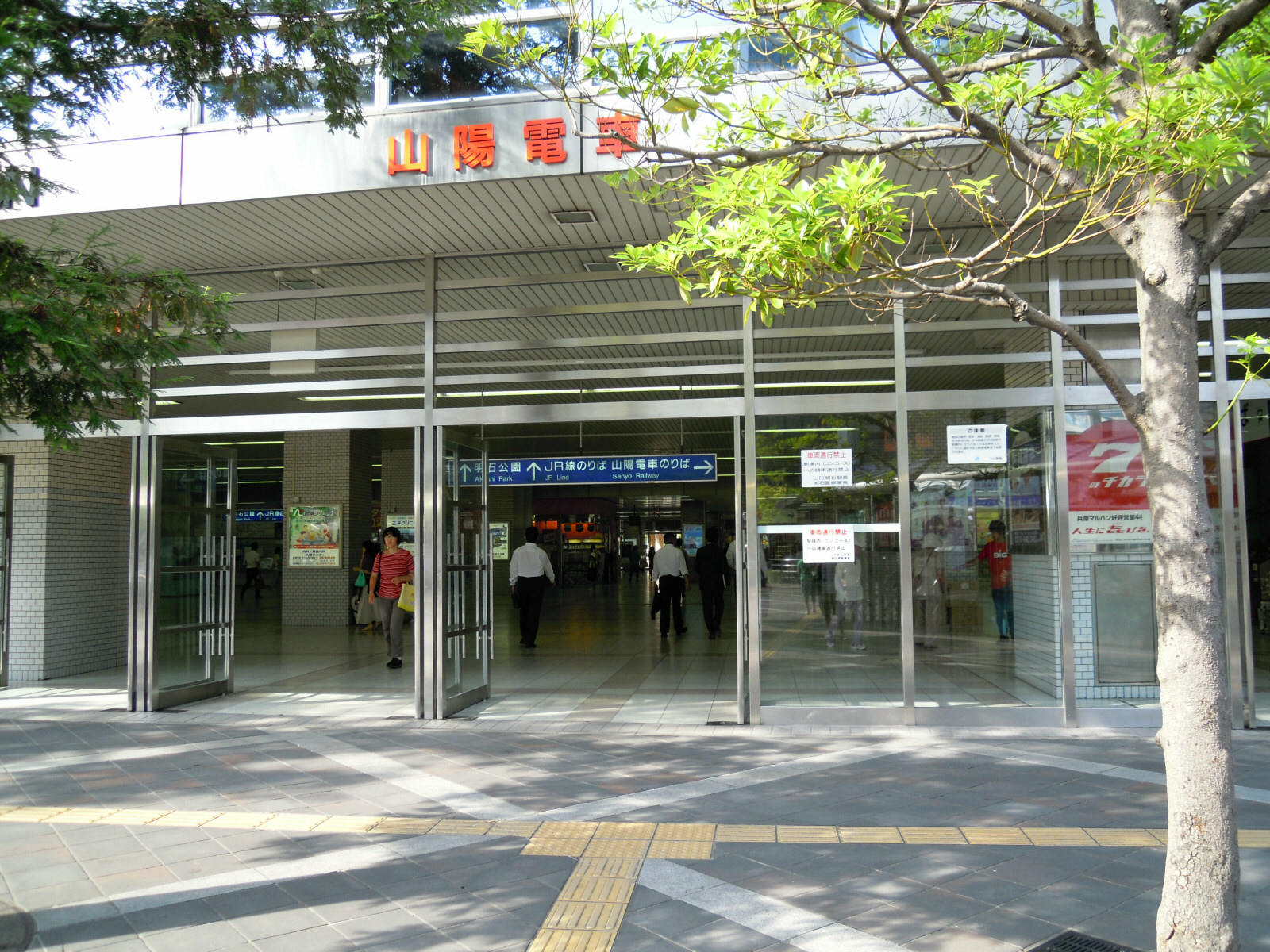
Entrée nord de la gare.

### Intermodalité

#### Train
La gare d'Akashi de la compagnie JR West desservie par la ligne Sanyō (ligne JR Kobe) est située à proximité.

#### Bus
Des bus des compagnies Shinki Bus et Sanyo Bus desservent la gare.

### Site d’intérêt
Les gares d'Akashi de la Sanyō et de la JR West étant voisines, voir sur la page de la gare de la JR West pour plus de détails.